# Suleiman Jasir Al-Herbish
Suleiman Jasir Al-Herbish es un antiguo Director-General del Fondo OPEP entre 2003 y 2018. Mr. Al-Herbish finalizó su tercer y último término como Director-General del Fondo OPEP el 31 de octubre de 2018. Antes de su nombramiento en el Fondo OPEP, el Sr. Al-Herbish ocupó durante 13 años el cargo de Gobernador por Arabia Saudita en la Organización de Países Exportadores de Petróleo (OPEP).

## Formación
- 1978 – Curso sobre Aspectos económicos del transporte de petróleo (“The Economics of Oil Transportation”, Londres)
- 1974 - Máster en Economía, Trinity University (Texas), San Antonio, Texas (Estados Unidos)
- 1966 - Licenciatura en Economía y Ciencias Políticas, Universidad de El Cairo

## Fondo OPEP
Suleiman Jasir Al-Herbish, nacional de Arabia Saudita, fue nombrado director general y Funcionario Ejecutivo Principal del Fondo OPEP en noviembre de 2003. Tras quince años (tres mandatos de cinco años cada uno) Al-Herbish fue sucedido por Dr. Abdulhamid Alkhalifa. 
Al-Herbish y el Alivio de la Pobreza Energética
Al-Herbish se ha pronunciado, en todos los foros posibles a nivel global, a favor del alivio de la pobreza energética . Fue la primera persona en etiquetar el "acceso a la energía" como la novena meta faltante de las Metas del Milenio establecidas por la ONU. En el 2012, el Secretario General de las Naciones Unidas, Ban Ki-moon, lo invitó a formar parte del Grupo de Alto Nivel de la Iniciativa Energía Sostenible para Todos (SEforALL según sus siglas en inglés). Posteriormente, fue invitado a formar parte de la Junta de Consejeros del SEforALL, posición que ocupa desde 2013. 

## Distinciones y honores
- Doctorado honoris causa otorgado por la Universidad Amazónica de Pando (Bolivia 2018)
- Premio por los logros de toda una vida dedicada al progreso de la Organización de Países Exportadores de Petróleo (Catar, 2017)
- Medalla Dorada por servicios a la Provincia de Viena (Austria, 2015)
- Orden Nacional del Mérito (Côte d'Ivoire, 2013)
- Gran Condecoración de Honor de la República de Austria (Austria, 2013)
- Medalla de Oro al Mérito y la Excelencia (Palestina, 2013)
- Orden de los Dos Nilos, Primer Grado (Sudán, 2013)
- Medalla de Reconocimiento Nacional (Mauritania, 2012)
- Caballero de la Orden Nacional (Burkina Faso, 2011)
- Grado de Comandante de la Orden Marroquí Wissam Al Alaoui(Marruecos, 2009)
- Commandeur de l’Ordre National Ivoirien (Côte d’Ivoire, 2009)
- Medalla Anania Shirakatsi (Armenia, 2009)
- Prix de la Fondation (Mónaco, 2007)
- Medalla de Honor del Congreso (Filipinas, 2005)